# Ołeh Musij
Ołeh Stepanowycz Musij (ukr. Олег Степанович Мусій; ur. 12 maja 1965 w Perespie w rejonie sokalskim) – ukraiński lekarz, działacz społeczny, koordynator sztabu medycznego Euromajdanu, w 2014 minister ochrony zdrowia w rządzie Arsenija Jaceniuka.

## Życiorys
W 1988 ukończył studia w Kijowskim Instytucie Medycznym im. Ołeksandra Bohomołcia, specjalizował się w zakresie anestezjologii i reanimatologii. W latach 1987–1988 pracował jako pielęgniarz na oddziale reanimacyjnym w kijowskim centralnym szpitalu klinicznym nr 25. W 1988 został pracownikiem naukowo-badawczego kijowskiego instytutu neurochirurgii. Był później lekarzem w klubie sportowym Dynamo Kijów, a także wicedyrektorem i dyrektorem prywatnego przedsiębiorstwa. W 2008, ukończywszy studia podyplomowe w Narodowej Medycznej Szkole Podyplomowej, otrzymał drugą specjalizację w zakresie organizacji i zarządzania ochroną zdrowia.
Od 2001 do 2013 pełnił funkcję prezesa zarządu Kijowskiego Towarzystwa Lekarskiego. Był współzałożycielem Ogólnoukraińskiego Towarzystwa Lekarskiego, w 2007 objął stanowisko jego przewodniczącego. W 2004 został wiceprezesem Światowej Federacji Ukraińskich Towarzystw Lekarskich. Przez dziewięć lat (2005–2014) kierował radą publiczną przy ministrze ochrony zdrowia. W 2009 współtworzył krajowy kodeks etyki lekarskiej.
Był aktywnym uczestnikiem antyrządowych protestów (2013–2014) i koordynatorem sztabu medycznego Euromajdanu. 27 lutego 2014 w nowo powołanym rządzie powierzono mu urząd ministra ochrony zdrowia, który sprawował do 1 października tego samego roku. Wystartował jako kandydat niezależny w wyborach parlamentarnych w tym samym miesiącu, uzyskując mandat deputowanego VIII kadencji. W parlamencie dołączył początkowo do frakcji Bloku Petra Poroszenki.
Ołeh Musij jest żonaty z Nataliją, ma dwie córki: Tetianę i Chrystynę.